# WMAR-TV
A WBAL-TV é uma emissora de televisão americana instalada na cidade de Baltimore, no Estado de Maryland. A emissora é afiliada à rede American Broadcasting Company (ABC) e é sintonizada no Canal 38 digital (ou Canal 2 virtual).
A FCC deu licença ao Canal 2 em maio de 1946. A emissora iniciou as atividades em 27 de outubro de 1947 como emissora independente até afiliar-se à Columbia Broadcasting System (CBS) em 1948. Deixou CBS em 1981 para ser afiliada ao National Broadcasting Company (NBC). Deixou NBC em 1995 para ser afiliada à rede ABC.
Em 2009, depois quase 62 anos no ar, a emissora deixou ser exibida no Canal 2 VHF analógico, devido a transição analógica ao digital iniciada nos Estados Unidos em 1999.